# Convento de Santa Clara (Salamanca)
El convento de Santa Clara de la ciudad de Salamanca (España) es un convento perteneciente a la Orden de las Franciscanas o Clarisas fundado en 1238. Conserva pocos restos góticos pues fue reformado en el siglo XVI. La iglesia fue cubierta originalmente con un atractivo artesonado mudéjar datado entre los siglos XIV y XV, pero a comienzos del siglo XVIII se cubrió con una nueva bóveda barroca. La restauración del edificio en 1988, galardonada con el premio Europa Nostra, permitió hacer visitarle los artesonados originales sobre las bóvedas de yesería. El coro bajo tiene planta rectangular y cubierta de madera apoyada en arcos diafragma. Tiene pinturas medievales y modernas.
La comunidad religiosa abandonó el convento a finales de 2019 por la falta de vocaciones. La Fundación Las Edades del Hombre se hizo cargo del edificio para estudiar su reconversión con fines culturales.

## Museo de pintura medieval
El 17 de julio de 2020 se presentó el reestructurado museo conventual, renombrado como Museo de pintura medieval de Santa Clara. Los espacios museísticos ocupan el coro bajo, la iglesia, el claustro, el coro alto, el espacio sobre las bóvedas de la Iglesia y el torreón del convento.
En el coro bajo se encuentran pinturas murales de finales del siglo XIII junto a otras más modernas del siglo XIV, acompañadas de un sistema audiovisual interactivo que ayuda a comprender las representaciones e iconografías de las pinturas. Esta zona no se encontraba correctamente conservada, debido a que las monjas que habitaban este convento no solían entrar a ella debido a antiguas creencias. Esto llevó al deterioro y abandono del coro bajo, estancia que sería descubierta posteriormente por restauradores e historiadores.
La iglesia, reformada en época barroca, alberga el retablo mayor de Joaquín de Churriguera. En el claustro se conserva un valioso artesonado y unas pinturas murales descubiertas gracias a los trabajos desarrollados por Las Edades del Hombre para la reorganización del museo. Se trata del episodio de los Evangelios apócrifos del Milagro de la palmera, durante la huida a Egipto y una Magdalena penitente. En el coro alto se sitúan obras relacionadas con la vida monástica de las monjas clarisas que ocupaban el edificio, a obras del propio convento se suman aportaciones de los conventos de Las Úrsulas de Salamanca y Santa Clara de Ciudad Rodrigo.
Una serie de plataformas sobre las bóvedas barrocas de la iglesia permiten contemplar a poca distancia el artesonado original. Hay quien considera que este artesonado muestra la historia de la unión de los Reinos de Castilla y de León bajo los auspicios de la Reina Berenguela de Castilla.
Finalmente desde el mirador del torreón se puede contemplar la vista del Teso de las Catedrales con sus edificios monumentales. Está previsto que albergue también el Centro de documentación digital para el registro e inventario del patrimonio artístico de las diócesis de Castilla y León.